# جورج د. لوندبيرغ
جورج د. لوندبيرغ (بالإنجليزية: George D. Lundberg)‏ هو عالم أمراض أمريكي، ولد في 21 مارس 1933.